# Medophron crassicornis
Medophron crassicornis är en stekelart som först beskrevs av Johann Ludwig Christian Gravenhorst 1829.  Medophron crassicornis ingår i släktet Medophron och familjen brokparasitsteklar. Arten är reproducerande i Sverige. Inga underarter finns listade i Catalogue of Life.